# Mijalis Tolios
Mijalis Tolios –en griego, Μιχάλης Τόλιος– (2 de septiembre de 1969) es un deportista griego que compitió en taekwondo. Ganó una medalla de bronce en el Campeonato Mundial de Taekwondo de 1997 y una medalla de bronce en el Campeonato Europeo de Taekwondo de 1998.

## Palmarés internacional
| Campeonato Mundial | Campeonato Mundial       | Campeonato Mundial | Campeonato Mundial |
| Año                | Lugar                    | Medalla            | Categoría          |
| ------------------ | ------------------------ | ------------------ | ------------------ |
| 1997               | Hong Kong (China)        | Medalla de bronce  | –83 kg             |
| Campeonato Europeo |                          |                    |                    |
| Año                | Lugar                    | Medalla            | Categoría          |
| 1998               | Eindhoven (Países Bajos) | Medalla de bronce  | –84 kg             |